# Заява архієреїв УПЦ МП щодо дій синоду РПЦ (31 жовтня 2024)
«Заява архієреїв Української православної церкви щодо дій Синоду Руської Православної Церкви стосовно єпархій УПЦ, що розташовані на тимчасово окупованих територіях України» — заява керівництва УПЦ московського патріархату проти дій Російської православної церкви, підписана в формі відкритого листа 31 жовтня 2024. Понад третина керівних і понад чверть вікарних архієреїв УПЦ МП засудили заміну керівника Донецької єпархії УПЦ МП митрополита Іларіона з боку РПЦ і заміни його на росіянина з Рязанської області, архієрея з Далекого Сходу Володимира.
Заява була зроблена в обхід митрополита Онуфрія. На заяві також немає підписів ні Антонія, ні Климента, тобто вона не є офіційною позицією УПЦ Московського патріархату. Заява відкрита для підписання.

## Текст заяви
| 24 жовтня 2024 року Священний Синод Руської Православної Церкви ухвалив рішення звільнити митрополита Донецького і Маріупольського Іларіона від управління Донецькою єпархією Української Православної Церкви та відправити його на спокій. Раніше подібним чином були звільнені архієреї інших єпархій Української Православної Церкви на територіях, тимчасово окупованих Росією. Ці рішення були ухвалені в односторонньому порядку, без будь-якого погодження з Українською Православною Церквою, яка є канонічно самостійною згідно з Томосом (Грамотою) Патріарха Олексія II від 27 жовтня 1990 року та підтверджено рішенням Собору Української Православної Церкви 27 травня 2022 року. Ми, архієреї Української Православної Церкви, рішуче засуджуємо це рішення, яке є антиканонічним, оскільки церковне право регламентує канонічні відносини між Православними Церквами. Другий канон Другого Вселенського Собору наголошує на необхідності поважати юрисдикційні кордони, застерігаючи від будь-яких спроб однієї Церкви взяти під контроль територію іншої. Восьмий канон Третього Вселенського Собору прямо забороняє будь-якому єпископу втручатися у юрисдикцію іншого єпископа. Крім цього, це рішення спрямоване на підрив самостійності України та самого буття Української Православної Церкви в тяжких умовах воєнних дій на території України. Адже антиканонічне звільнення митрополита Іларіона, українця за походженням, будівничого Донецької єпархії, багаторічного архіпастиря на Донеччині та призначення на його місце архієрея-росіянина свідчить саме про прагнення Москви анексувати канонічну територію Української Православної Церкви з метою знищення її самостійності та незалежності. Ми не погоджуємось із таким рішенням, вимагаємо його негайної відміни, закликаємо до відмови від агресивної церковної політики щодо Української Православної Церкви та її багатостраждальної пастви, до поваги кордонів канонічної Української Православної Церкви, суверенітету та територіальної цілісності України. |

## Підписанти
Станом на 3 листопада 2024 заяву підписали 18 (із 53) правлячих і 15 (із 58) вікарних архієреїв УПЦ МП:
1. Агафангел, митрополит Одеський і Ізмаїльський
2. Анатолій, митрополит Поліський і Сарненський
3. Агапіт, митрополит Могилів-Подільський і Шаргородський
4. Олексій, митрополит Балтський і Ананьївський
5. Никодим, митрополит Житомирський і Новоград-Волинський
6. Володимир, митрополит Володимир-Волинський і Ковельський
7. Пантелеймон, митрополит Уманський і Звенігородський
8. Євлогій, митрополит Сумський і Охтирський
9. Феодор, митрополит Мукачівський і Ужгородський
10. Володимир, митрополит Кам'янський і Царичанський
11. Філарет, митрополит Львівський і Галицький
12. Миколай, митрополит Кременчуцький і Лубенський
13. Варсонофій, митрополит Вінницький і Барський
14. Олексій, митрополит Вознесенський і Первомайський
15. Боголєп, митрополит Олександрійський і Світловодський
16. Нафанаїл, митрополит Волинський і Луцький
17. Віктор, митрополит Хмельницький і Старокостянтинівський
18. Пимен, архієпископ Рівненський і Острозький

### Вікарні архієреї
1. Пантелеімон, архієпископ Бучанський
2. Олександр, архієпископ Городницький
3. Іона, архієпископ Обухівський
4. Діодор, архієпископ Южненський
5. Віктор, архієпископ Арцизький
6. Іоанн, архієпископ Золотоніський
7. Сергій, архієпископ Болградський
8. Спиридон, архієпископ Добропільський
9. Никодим, архієпископ Любецький
10. Кирил, єпископ Бишівський
11. Веніамін, єпископ Скадовський
12. Іаков, єпископ Дрогобицький
13. Іларій, єпископ Свалявський
14. Аліпій, єпископ Тарутинський
15. Анастасій, єпископ Овідіопольський